# Соголевская волость
Соголевская волость — административно-территориальная единица в составе Клинского уезда Московской губернии Российской империи и РСФСР. Существовала до 1929 года, центром волости было село Соголево, с 1917 г. — деревня Бабайка.
По данным 1890 года к волости относилось 70 селений. В селе Соголево располагалось волостное правление, в селе Спас-Коркодино квартира урядника. Земские училища имелись в сёлах Соголево, Спас-Коркодино и Новое Щапово, церковно-приходская школа — в селе Воронино.
В 1899 году в деревне Петровка работала школа Воспитательного дома, в сёлах Покровском, Соголево, Спас-Коркодино и Новое Щапово — земские школы, в сельцах Воронино и Кленково — церковно-приходские школы.
В начале 1910-х гг. в селениях Боблово, Григорьевское, Доршево, Напругово, Ново-Щапово, Покровское, Соголево, Спас-Коркодино и Тараканово были земские училища, в селениях Завражье большое и Починки работали кирпичные заводы, в селе Спас-Коркодино — фабрика Каулен и Кост с фабричной лечебницей.
После Октябрьской революции 1917 года в волости была создана сеть сельских советов, которых в 1923 году было 21: Аревский, Бобловский, Воронинский, Доршевский, Золинский, Зубовский, Клинковский, Лукьяновский, Максимковский, Меленский, Мишневский, Новинский, Опалевский, Плюсковский, Покровский, Попелковский (реорганизован в Григорьевский), Русиновский, Селифановский, Соголевский, Спас-Коркодинский и Таракановский.
Согласно Всесоюзной переписи 1926 года численность населения 128 населённых пунктов (1 посёлок городского типа и 127 сельских селений) волости составила 12 024 человека (5504 мужчины, 6520 женщин), насчитывалось 2040 хозяйств, среди которых 1913 крестьянских. В деревне Бабайка располагались волостной исполнительный комитет, милиция и почтовое отделение; в селениях Боблово, Доршево, Кленково, Напругово, Опалево, Плюсково, Покровское и Тараканово имелись школы 1-й ступени.
В 1929 году в состав Спас-Коркодинского с/с был включён Зубовский с/с.
В ходе реформы административно-территориального деления СССР в 1929 году Соголевская волость была упразднена, а её территория разделена между Дмитровским, Клинским и Солнечногорским районами Московского округа Московской области.